# Saison NBA 1971-1972
Navigation
Saison 1970-1971 Saison 1972-1973
La saison NBA 1971-1972 est la 23e saison de la NBA (la 26e en comptant les trois saisons de BAA). Les Los Angeles Lakers remportent le titre NBA en battant en Finale les Knicks de New York 4 victoires à 1.

## Faits notables
- Le All-Star Game 1972 s'est déroulé au Forum à Inglewood, Californie,  où les All-Star de l'Ouest ont battu les All-Star de l'Est 112-110. Jerry West (Los Angeles Lakers) a été élu Most Valuable Player.
- À l'occasion du 25e anniversaire de la création de la NBA, la ligue dévoila un nouveau logo, inspiré par le logo de la Major League Baseball. Il s'agit d'une silhouette blanche d'un joueur de basket-ball en train de dribbler entourée de bande rouge et bleue.
- Les San Diego Rockets sont relocalisés à  Houston et sont renommés en Houston Rockets.
- Les San Francisco Warriors sont renommés en Golden State Warriors en raison du déménagement de l'équipe de la baie de San Francisco à Oakland.
- Les Los Angeles Lakers remportent 69 victoires, ce qui constitue un nouveau record en saison régulière et qui tiendra 24 ans, jusqu'à ce que les Chicago Bulls ne le battent lors de la saison 1995-1996.
- Le joueur des Lakers Elgin Baylor annonce sa retraite au bout de neuf matchs. Cette nuit-là, les Lakers débutent une série de 33 victoires consécutives qui durera deux mois. Cette série de victoires demeure toujours à l'heure actuelle la plus longue série de succès dans l'histoire d'une ligue sportive majeure américaine.

## Classements en saison régulière
| Champion de division | Qualifié pour les playoffs | Non qualifié pour les playoffs |

### Par division
| Division Atlantique   | V  | D  | PCT  | GB |
| --------------------- | -- | -- | ---- | -- |
| Celtics de Boston     | 56 | 26 | 68.3 | -  |
| Knicks de New York    | 48 | 34 | 58.5 | 8  |
| 76ers de Philadelphie | 30 | 52 | 36.6 | 26 |
| Braves de Buffalo     | 22 | 60 | 26.8 | 34 |

| Division Centrale      | V  | D  | PCT  | GB |
| ---------------------- | -- | -- | ---- | -- |
| Bullets de Baltimore   | 38 | 44 | 46.3 | -  |
| Hawks d'Atlanta        | 36 | 46 | 43.9 | 2  |
| Royals de Cincinnati   | 30 | 52 | 36.6 | 8  |
| Cavaliers de Cleveland | 23 | 59 | 28.0 | 15 |

| Division Midwest   | V  | D  | PCT  | GB |
| ------------------ | -- | -- | ---- | -- |
| Bucks de Milwaukee | 63 | 19 | 76.8 | -  |
| Bulls de Chicago   | 57 | 25 | 69.5 | 6  |
| Suns de Phoenix    | 49 | 33 | 59.8 | 14 |
| Pistons de Détroit | 26 | 56 | 31.7 | 37 |

| Division Pacifique        | V  | D  | PCT  | GB |
| ------------------------- | -- | -- | ---- | -- |
| Lakers de Los Angeles C   | 69 | 13 | 84.1 | -  |
| Warriors de Golden State  | 51 | 31 | 62.2 | 18 |
| SuperSonics de Seattle    | 47 | 35 | 57.3 | 22 |
| Rockets de Houston        | 34 | 48 | 41.5 | 35 |
| Trail Blazers de Portland | 18 | 64 | 22.0 | 51 |

### Par conférence
| Conférence Est | Conférence Est         | Conférence Est | Conférence Est | Conférence Est |
| No             | Franchise              | Vic.           | Déf.           | PCT            |
| -------------- | ---------------------- | -------------- | -------------- | -------------- |
| 1              | Celtics de Boston      | 56             | 26             | 68.3           |
| 2              | Bullets de Baltimore   | 38             | 44             | 46.3           |
| 3              | Knicks de New York     | 48             | 34             | 58.5           |
| 4              | Hawks d'Atlanta        | 36             | 46             | 43.9           |
|                |                        |                |                |                |
| 5              | 76ers de Philadelphie  | 30             | 52             | 36.6           |
| 6              | Royals de Cincinnati   | 30             | 52             | 36.6           |
| 7              | Cavaliers de Cleveland | 23             | 59             | 28.0           |
| 8              | Braves de Buffalo      | 22             | 60             | 26.8           |

| Conférence Ouest | Conférence Ouest          | Conférence Ouest | Conférence Ouest | Conférence Ouest |
| No               | Franchise                 | Vic.             | Déf.             | PCT              |
| ---------------- | ------------------------- | ---------------- | ---------------- | ---------------- |
| 1                | Lakers de Los Angeles C   | 69               | 13               | 84.1             |
| 2                | Bucks de Milwaukee        | 63               | 19               | 76.8             |
| 3                | Bulls de Chicago          | 57               | 25               | 69.5             |
| 4                | Warriors de Golden State  | 51               | 31               | 62.2             |
|                  |                           |                  |                  |                  |
| 5                | Suns de Phoenix           | 49               | 33               | 59.8             |
| 6                | SuperSonics de Seattle    | 47               | 35               | 57.3             |
| 7                | Rockets de Houston        | 34               | 48               | 41.5             |
| 8                | Pistons de Détroit        | 26               | 56               | 31.7             |
| 9                | Trail Blazers de Portland | 18               | 64               | 22.0             |

C - Champions NBA

## Play-offs
|  | Demi-finales de Conférence | Demi-finales de Conférence | Demi-finales de Conférence |                       |   | Finales de Conférence | Finales de Conférence | Finales de Conférence |  |  | Finales NBA | Finales NBA        | Finales NBA |
|  |                            |                            |                            |                       |   |                       |                       |                       |  |  |             |                    |             |
|  | 1                          | Celtics de Boston          | 4                          |                       |   |                       |                       |                       |  |  |             |                    |             |
|  | 4                          | Hawks d'Atlanta            | 2                          |                       |   |                       |                       |                       |  |  |             |                    |             |
|  | 4                          | Hawks d'Atlanta            | 2                          |                       | 1 | Celtics de Boston     | 1                     |                       |  |  |             |                    |             |
|  | Conférence Est             |                            |                            |                       | 1 | Celtics de Boston     | 1                     |                       |  |  |             |                    |             |
|  |                            |                            | 3                          | Knicks de New York    | 4 |                       |                       |                       |  |  |             |                    |             |
|  | 3                          | Knicks de New York         | 3                          | Knicks de New York    | 4 | 4                     |                       |                       |  |  |             |                    |             |
|  | 3                          | Knicks de New York         |                            |                       |   | 4                     |                       |                       |  |  |             |                    |             |
|  | 2                          | Bullets de Baltimore       | 2                          |                       |   |                       |                       |                       |  |  |             |                    |             |
|  |                            |                            |                            |                       |   |                       |                       |                       |  |  | E3          | Knicks de New York | 1           |
|  |                            |                            | O1                         | Lakers de Los Angeles | 4 |                       |                       |                       |  |  |             |                    |             |
|  | 1                          | Lakers de Los Angeles      | 4                          |                       |   |                       |                       |                       |  |  |             |                    |             |
|  | 4                          | Bulls de Chicago           | 0                          |                       |   |                       |                       |                       |  |  |             |                    |             |
|  | 4                          | Bulls de Chicago           | 0                          |                       | 1 | Lakers de Los Angeles | 4                     |                       |  |  |             |                    |             |
|  | Conférence Ouest           |                            |                            |                       | 1 | Lakers de Los Angeles | 4                     |                       |  |  |             |                    |             |
|  |                            |                            | 3                          | Bucks de Milwaukee    | 2 |                       |                       |                       |  |  |             |                    |             |
|  | 3                          | Warriors de Golden State   | 3                          | Bucks de Milwaukee    | 2 | 1                     |                       |                       |  |  |             |                    |             |
|  | 3                          | Warriors de Golden State   |                            |                       |   | 1                     |                       |                       |  |  |             |                    |             |
|  | 2                          | Bucks de Milwaukee         | 4                          |                       |   |                       |                       |                       |  |  |             |                    |             |

## Conférence Ouest

### Demi-finale de Conférence
(1) Los Angeles Lakers contre (4) Chicago Bulls:
Les Lakers remportent la série 4-0
- Game 1 @ Los Angeles:  Los Angeles 95, Chicago 80
- Game 2 @ Los Angeles:  Los Angeles 131, Chicago 124
- Game 3 @ Chicago:  Los Angeles 108, Chicago 101
- Game 4 @ Chicago:  Los Angeles 108, Chicago 97

(2) Milwaukee Bucks contre (3) Golden State Warriors:
Les Bucks remportent la série 4-1
- Game 1 @ Milwaukee:  Golden State 117, Milwaukee 106
- Game 2 @ Milwaukee:  Milwaukee 118, Golden State 93
- Game 3 @ Golden State:  Milwaukee 122, Golden State 94
- Game 4 @ Golden State:  Milwaukee 106, Golden State 99
- Game 5 @ Milwaukee:  Milwaukee 108, Golden State 100

### Finale de Conférence
(1) Los Angeles Lakers contre (2) Milwaukee Bucks:
Les Lakers remportent la série 4-2
- Game 1 @ Los Angeles:  Milwaukee 93, Los Angeles 72
- Game 2 @ Los Angeles:  Los Angeles 135, Milwaukee 134
- Game 3 @ Milwaukee:  Los Angeles 108, Milwaukee 105
- Game 4 @ Milwaukee:  Milwaukee 114, Los Angeles 88
- Game 5 @ Los Angeles: Los Angeles 115, Milwaukee 90
- Game 6 @ Milwaukee: Los Angeles 104, Milwaukee 100

## Conférence Est

### Demi-finales de Conférence
(1) Celtics de Boston contre (4) Hawks d'Atlanta:
Les Celtics remportent la série 4-2
- Game 1 @ Boston:  Boston 126, Atlanta 108
- Game 2 @ Atlanta:  Atlanta 113, Boston 104
- Game 3 @ Boston:  Boston 136, Atlanta 113
- Game 4 @ Atlanta:  Atlanta 112, Boston 110
- Game 5 @ Boston:  Boston 124, Atlanta 114
- Game 6 @ Atlanta: Boston 111, Atlanta 103

(3) Knicks de New York contre (2) Baltimore Bullets:
Les Knicks remportent la série 4-2
- Game 1 @ Baltimore:  Baltimore 108, New York 105
- Game 2 @ New York:  New York 110, Baltimore 88
- Game 3 @ Baltimore:  Baltimore 104, New York 103
- Game 4 @ New York:  New York 104, Baltimore 98
- Game 5 @ Baltimore:  New York 106, Baltimore 82
- Game 6 @ New York: New York 107, Baltimore 101

### Finale de Conférence
(1) Celtics de Boston contre (3) Knicks de New York:
Les Knicks remportent la série 4-1
- Game 1 @ Boston:  New York 116, Boston 94
- Game 2 @ New York:  New York 106, Boston 105
- Game 3 @ Boston:  Boston 115, New York 109
- Game 4 @ New York:  New York 116, Boston 98
- Game 5 @ Boston:  New York 111, Boston 103

## Finales NBA
(1) Los Angeles Lakers contre (2) Knicks de New York:
Les Lakers remportent la série 4-1
- Game 1 @ Los Angeles:  New York 114, Los Angeles 92
- Game 2 @ Los Angeles:  Los Angeles 106, New York 92
- Game 3 @ New York:  Los Angeles 107, New York 96
- Game 4 @ New York:  Los Angeles 116, New York 111 (après prolongations)
- Game 5 @ Los Angeles: Los Angeles 114, New York 100

## Leaders de la saison régulière
| Catégorie                  | Joueur              | Équipe             | Statistique |
| -------------------------- | ------------------- | ------------------ | ----------- |
| Points par match           | Kareem Abdul-Jabbar | Milwaukee Bucks    | 34.8        |
| Rebonds par match          | Wilt Chamberlain    | Los Angeles Lakers | 19.2        |
| Passes décisives par match | Jerry West          | Los Angeles Lakers | 9.7         |
| % aux tirs                 | Wilt Chamberlain    | Los Angeles Lakers | 64.9        |
| % aux lancers-francs       | Jack Marin          | Baltimore Bullets  | 89.4        |

## Récompenses individuelles
- Most Valuable Player : Kareem Abdul-Jabbar, Milwaukee Bucks
- Rookie of the Year : Sidney Wicks, Portland TrailBlazers
- Coach of the Year : Bill Sharman, Los Angeles Lakers

- All-NBA First Team :
  - Kareem Abdul-Jabbar, Milwaukee Bucks
  - Spencer Haywood, Seattle SuperSonics
  - John Havlicek, Celtics de Boston
  - Jerry West, Los Angeles Lakers
  - Walt Frazier, Knicks de New York

- All-NBA Second Team :
  - Bob Love, Chicago Bulls
  - Billy Cunningham, Philadelphia 76ers
  - Wilt Chamberlain, Los Angeles Lakers
  - Nate Archibald, Cincinnati Royals
  - Archie Clark, Philadelphia 76ers/Baltimore Bullets

- NBA All-Rookie Team :
  - Sidney Wicks, Portland TrailBlazers
  - Clifford Ray, Chicago Bulls
  - Austin Carr, Cleveland Cavaliers
  - Elmore Smith, Buffalo Braves
  - Phil Chenier, Baltimore Bullets

- NBA All-Defensive First Team :
  - Dave DeBusschere, Knicks de New York
  - John Havlicek, Celtics de Boston
  - Wilt Chamberlain, Los Angeles Lakers
  - Jerry West, Los Angeles Lakers
  - Walt Frazier, Knicks de New York (ex æquo)
  - Jerry Sloan, Chicago Bulls (ex æquo)

- NBA All-Defensive Second Team :
  - Paul Silas, Phoenix Suns
  - Bob Love, Chicago Bulls
  - Nate Thurmond, Golden State Warriors
  - Norm Van Lier, Chicago Bulls
  - Don Chaney, Celtics de Boston

- MVP des Finales : Wilt Chamberlain, Los Angeles Lakers